# Alberta Brianti
Alberta Brianti, née le 5 avril 1980 à San Secondo Parmense en Italie, est une joueuse de tennis italienne, professionnelle entre 1999 et 2017.

## Carrière
Entraînée par l'ancienne joueuse Laura Golarsa et par Matteo Cecchetti, elle a commencé le tennis à l'âge de six ans. Sa surface de prédilection est le dur.
Alberta Brianti a été proche de créer la sensation au premier tour du tournoi de Roland-Garros le 28 mai 2012 : opposée à la numéro 1 mondiale Victoria Azarenka, Alberta a remporté le premier set et a mené 4-0 dans le second. Qui plus est, elle a été très proche de mener 5-0 : sur une balle de jeu contre elle, totalement dépitée par la tournure du match, Victoria Azarenka a tenté et réussi un ace sur son second service. Le match a basculé à cet instant, Azarenka remportant ensuite six jeux d'affilée (et donc le second set) puis le 3e set.
Elle a remporté un titre en simple sur le circuit WTA lors du Grand Prix SAR Lalla Meryem de Fès en 2011, ainsi que 2 titres en double.

## Palmarès

### Titre en simple dames
| No | Date       | Nom et lieu du tournoi         | Catégorie | Dotation  | Surface      | Finaliste    | Score    |          |
| -- | ---------- | ------------------------------ | --------- | --------- | ------------ | ------------ | -------- | -------- |
| 1  | 18-04-2011 | GP Princesse Lalla Meryem, Fès | Intern'l  | 220 000 $ | Terre (ext.) | Simona Halep | 6-4, 6-3 | Parcours |

### Finale en simple dames
| No | Date       | Nom et lieu du tournoi                | Catégorie | Dotation  | Surface    | Vainqueure  | Score    |          |
| -- | ---------- | ------------------------------------- | --------- | --------- | ---------- | ----------- | -------- | -------- |
| 1  | 14-09-2009 | International Women’s Open, Guangzhou | Intern'l  | 220 000 $ | Dur (ext.) | Shahar Peer | 6-3, 6-4 | Parcours |

### Titres en double dames
| No | Date       | Nom et lieu du tournoi                 | Catégorie | Dotation  | Surface      | Partenaire     | Finalistes                      | Score    |          |
| -- | ---------- | -------------------------------------- | --------- | --------- | ------------ | -------------- | ------------------------------- | -------- | -------- |
| 1  | 12-07-2010 | XXIII Internazionali Femminili Palerme | Intern'l  | 220 000 $ | Terre (ext.) | Sara Errani    | Jill Craybas Julia Görges       | 6-4, 6-1 | Parcours |
| 2  | 22-08-2011 | Texas Tennis Open Dallas               | Intern'l  | 220 000 $ | Dur (ext.)   | Sorana Cîrstea | Alizé Cornet Pauline Parmentier | 7-5, 6-3 | Parcours |

### Finales en double dames
| No | Date       | Nom et lieu du tournoi | Catégorie | Dotation  | Surface    | Vainqueures                       | Partenaire        | Score    |          |
| -- | ---------- | ---------------------- | --------- | --------- | ---------- | --------------------------------- | ----------------- | -------- | -------- |
| 1  | 17-09-2007 | Sunfeast Open Calcutta | Tier III  | 175 000 $ | Dur (int.) | Vania King Alla Kudryavtseva      | Mariya Koryttseva | 6-1, 6-4 | Parcours |
| 2  | 23-07-2012 | Baku Cup Bakou         | Intern'l  | 220 000 $ | Dur (ext.) | Irina Buryachok Valeria Solovieva | Eva Birnerová     | 6-3, 6-2 | Parcours |

## Parcours en Grand Chelem

### En simple
| Année | Open d'Australie | Open d'Australie   | Internationaux de France | Internationaux de France | Wimbledon       | Wimbledon           | US Open         | US Open            |
| ----- | ---------------- | ------------------ | ------------------------ | ------------------------ | --------------- | ------------------- | --------------- | ------------------ |
| 2006  | —                | —                  | 1er tour (1/64)          | Aravane Rezaï            | —               | —                   | —               | —                  |
| 2007  | 1er tour (1/64)  | Lucie Šafářová     | 1er tour (1/64)          | Sania Mirza              | 1er tour (1/64) | Akiko Morigami      | 1er tour (1/64) | Michaëlla Krajicek |
| 2009  | 2e tour (1/32)   | Ana Ivanović       | —                        | —                        | 1er tour (1/64) | Tathiana Garbin     | 1er tour (1/64) | Stefanie Vögele    |
| 2010  | 3e tour (1/16)   | Samantha Stosur    | 1er tour (1/64)          | Vera Zvonareva           | 2e tour (1/32)  | Agnieszka Radwańska | 1er tour (1/64) | Pauline Parmentier |
| 2011  | 2e tour (1/32)   | Dominika Cibulková | 1er tour (1/64)          | Roberta Vinci            | 1er tour (1/64) | Maria Kirilenko     | 1er tour (1/64) | Coco Vandeweghe    |
| 2012  | 2e tour (1/32)   | Nina Bratchikova   | 1er tour (1/64)          | Victoria Azarenka        | 1er tour (1/64) | Ekaterina Makarova  | —               | —                  |

N.B. : à droite du résultat se trouve le nom de l'ultime adversaire.

### En double
| Année | Open d'Australie               | Open d'Australie           | Internationaux de France      | Internationaux de France    | Wimbledon                     | Wimbledon                  | US Open                      | US Open                    |
| ----- | ------------------------------ | -------------------------- | ----------------------------- | --------------------------- | ----------------------------- | -------------------------- | ---------------------------- | -------------------------- |
| 2007  | —                              | —                          | 1er tour (1/32) Karin Knapp   | Alicia Molik M. Santangelo  | —                             | —                          | —                            | —                          |
| 2010  | 1er tour (1/32) U. Radwańska   | A. Kleybanova F. Schiavone | 2e tour (1/16) A. Dulgheru    | Gisela Dulko F. Pennetta    | 1er tour (1/32) A. Dulgheru   | Vania King Y. Shvedova     | 1er tour (1/32) U. Radwańska | Cara Black An. Rodionova   |
| 2011  | 1er tour (1/32) A. Chakvetadze | S. Ferguson A. Molik       | 1er tour (1/32) Petra Martić  | Nadia Petrova An. Rodionova | 1er tour (1/32) E. Daniilídou | Chan Yung-Jan M. Niculescu | 1er tour (1/32) Kondratieva  | Květa Peschke K. Srebotnik |
| 2012  | 2e tour (1/16) Eva Birnerová   | Sania Mirza Elena Vesnina  | 1er tour (1/32) Patricia Mayr | Sara Errani Roberta Vinci   | 1er tour (1/32) Tímea Babos   | M. Kirilenko Nadia Petrova | 1er tour (1/32) S. Cîrstea   | B. Mattek Sania Mirza      |

N.B. : le nom de la partenaire se trouve sous le résultat ; le nom des ultimes adversaires se trouve à droite.

### En double mixte
| Année | Open d'Australie | Open d'Australie | Internationaux de France | Internationaux de France | Wimbledon               | Wimbledon             | US Open | US Open |
| ----- | ---------------- | ---------------- | ------------------------ | ------------------------ | ----------------------- | --------------------- | ------- | ------- |
| 2011  | —                | —                | —                        | —                        | 2e tour (1/16) A. Seppi | I. Benešová J. Melzer | —       | —       |

N.B. : le nom du partenaire se trouve sous le résultat ; le nom des ultimes adversaires se trouve à droite.

## Parcours en «Premier Mandatory» et «Premier 5»
Découlant d'une réforme du circuit WTA inaugurée en 2009, les tournois WTA « Premier Mandatory » et « Premier 5 » constituent les catégories d'épreuves les plus prestigieuses, après les quatre levées du Grand Chelem.

### En simple dames
| Année |              | Premier Mandatory          | Premier Mandatory            | Premier Mandatory | Premier Mandatory        |       | Premier 5 | Premier 5                      | Premier 5                    | Premier 5                | Premier 5 | Premier 5 | Premier 5 |
| Année | Indian Wells | Miami                      | Madrid                       | Pékin             |                          | Dubaï | Rome      | Canada                         | Cincinnati                   | Tokyo                    | Tokyo     |           |           |
| Année | Indian Wells | Miami                      | Madrid                       | Pékin             | Doha                     |       | Rome      | Canada                         | Cincinnati                   | Tokyo                    | Tokyo     |           |           |
| Année | Indian Wells | Miami                      | Madrid                       | Pékin             |                          |       | Rome      | Canada                         | Cincinnati                   | Tokyo                    | Tokyo     |           |           |
| 2009  |              |                            |                              |                   |                          |       |           |                                | 1er tour (1/32) F. Schiavone |                          |           |           |           |
| 2010  |              | 1er tour (1/64) P. Kvitová | 1er tour (1/64) S. Arvidsson |                   |                          |       |           | 1er tour (1/32) M. J. Martínez | 2e tour (1/16) D. Cibulková  |                          |           |           |           |
| 2011  |              |                            |                              |                   | 1er tour (1/32) Zheng J. |       |           |                                | 2e tour (1/16) G. Arn        | 1er tour (1/32) Zheng J. |           |           |           |
| 2012  |              | 1er tour (1/64) S. Soler   | 1er tour (1/64) M. Czink     |                   |                          |       |           |                                | 1er tour (1/32) S. Soler     |                          |           |           |           |

Sous le résultat, l’ultime adversaire.

### En double dames
| Année                    | Premier Mandatory | Premier Mandatory | Premier Mandatory | Premier Mandatory | Premier Mandatory | Premier Mandatory        | Premier Mandatory   | Premier Mandatory     | Premier 5      | Premier 5 | Premier 5 | Premier 5                  | Premier 5           | Premier 5                 | Premier 5          | Premier 5                | Premier 5           | Premier 5  | Premier 5 | Premier 5 | Premier 5 | Premier 5 |
| Année                    | Indian Wells      | Indian Wells      | Miami             | Miami             | Madrid            | Madrid                   | Pékin               | Pékin                 | Dubaï          | Dubaï     | Doha      | Doha                       | Rome                | Rome                      | Canada             | Canada                   | Cincinnati          | Cincinnati | Tokyo     | Tokyo     | Wuhan     | Wuhan     |
| ------------------------ | ----------------- | ----------------- | ----------------- | ----------------- | ----------------- | ------------------------ | ------------------- | --------------------- | -------------- | --------- | --------- | -------------------------- | ------------------- | ------------------------- | ------------------ | ------------------------ | ------------------- | ---------- | --------- | --------- | --------- | --------- |
| 2009                     |                   |                   |                   |                   |                   |                          |                     |                       |                |           |           |                            |                     |                           |                    |                          |                     |            |           |           |           |           |
| —                        | —                 | —                 | —                 | —                 | —                 | —                        | —                   | —                     | —              |           |           | 2e tour (1/8) Dentoni      | Hantuchová Sugiyama | —                         | —                  | —                        | —                   | —          | —         |           |           |           |
| 2010                     |                   |                   |                   |                   |                   |                          |                     |                       |                |           |           |                            |                     |                           |                    |                          |                     |            |           |           |           |           |
| —                        | —                 | —                 | —                 | —                 | —                 | —                        | —                   | —                     | —              |           |           | 1er tour (1/16) Camerin    | Chuang Govortsova   | —                         | —                  | —                        | —                   | —          | —         |           |           |           |
| 2011                     |                   |                   |                   |                   |                   |                          |                     |                       |                |           |           |                            |                     |                           |                    |                          |                     |            |           |           |           |           |
| —                        | —                 | —                 | —                 | —                 | —                 | 1er tour (1/16) Dulgheru | Martínez Zakopalová | 1er tour (1/16) Zhang | Kleybanova Yan |           |           | 2e tour (1/8) Hercog       | Martínez Medina     | 1er tour (1/16) Radwańska | Dushevina Hradecká | 1er tour (1/16) Dulgheru | Hlaváčková Hradecká | —          | —         |           |           |           |
| 2012                     |                   |                   |                   |                   |                   |                          |                     |                       |                |           |           |                            |                     |                           |                    |                          |                     |            |           |           |           |           |
| 2e tour (1/8) Bacsinszky | Mirza Vesnina     | —                 | —                 | —                 | —                 | —                        | —                   |                       |                | —         | —         | 1er tour (1/16) Bacsinszky | Grandin Uhlířová    | —                         | —                  | —                        | —                   | —          | —         |           |           |           |

N.B. : le nom de la partenaire se trouve sous le résultat ; le nom des ultimes adversaires se trouve à droite.

## Parcours en Fed Cup
| #                                                            | Date       | Lieu   | Surface    | Gagnante(s)                          | Perdante(s)                         | Score     |          |
|                                                              |            |        |            |                                      |                                     |           |          |
| 2011 - 1/2 finale (groupe mondial) - Russie - Italie - 5 : 0 |            |        |            |                                      |                                     |           |          |
| 1                                                            | 16/04/2011 | Moscou | Dur (int.) | A. Pavlyuchenkova Ekaterina Makarova | Alberta Brianti Maria Elena Camerin | 7-63, 6-1 | Parcours |

## Classements WTA en fin de saison
| Année          | 1996 | 1997 | 1998 | 1999 | 2000 | 2001 | 2002 | 2003 | 2004 | 2005 | 2006 | 2007 | 2008 | 2009 | 2010 | 2011 | 2012 | 2013 | 2014 | 2015 | 2016 | 2017 |
| Rang en simple | 973  | 801  | 649  | 814  | 368  | 283  | 386  | 300  | 331  | 295  | 106  | 144  | 173  | 74   | 92   | 71   | 130  | 202  | 205  | 275  | 467  | 714  |
| Rang en double | 830  | 878  | 554  | 590  | 590  | 499  | 496  | 457  | 316  | 376  | 267  | 139  | 216  | 196  | 83   | 79   | 93   | 557  | 376  | 1111 | —    | —    |

Source : (en) Classements de Alberta Brianti sur le site officiel de la Fédération internationale de tennis